# Andreafsky
La Rivière Andreafsky est une rivière de l'Alaska aux États-Unis.
Longue de 120 milles (193 km), elle coule en direction du sud jusqu'à son confluent avec le fleuve Yukon, à proximité de Saint Mary's. Son cours est entièrement inclus dans le Refuge faunique national du delta du Yukon.
Le 2 décembre 1980 la rivière Andreafsky a été désignée comme National Wild and Scenic River.

## Affluent
- East Fork Andreafsky

## Référence
- (en) Cet article est partiellement ou en totalité issu de l’article de Wikipédia en anglais intitulé « Andreafsky River » (voir la liste des auteurs).